# Teodora Aleksandrova
Teodora Aleksandrova (in bulgaro Теодора Александрова?; Sofia, 17 luglio 2001) è una ginnasta bulgara.

## Carriera

### Junior
Nel 2015 ai Campionati europei juniores di ginnastica ritmica 2015 di Minsk vince il bronzo alle 5 palle con la squadretta.

### Senior
Nel 2017 ai Campionati mondiali di ginnastica ritmica 2017 di Pesaro vince un argento nell'all-around e un bronzo al misto (3 palle e 2 funi).

## Palmarès

### Mondiali
| Anno | Città  | Risultato | Specialità       |
| ---- | ------ | --------- | ---------------- |
| 2017 | Pesaro | Argento   | All-Around       |
| 2017 | Pesaro | Bronzo    | 3 palle e 2 funi |

### Europei juniores
| Anno | Città | Risultato | Specialità |
| ---- | ----- | --------- | ---------- |
| 2015 | Minsk | Bronzo    | 5 palle    |